# Ludwig von Brenner
Ludwig von Brenner (Leipzig, 19 september 1833 - Berlijn, 9 februari 1902) was een Duits dirigent en componist.
Von Brenner werd geboren in Leipzig en studeerde aan het conservatorium in Leipzig. Hij ging later naar Sint-Petersburg om in het hoforkest van de tsaar te spelen.. In 1872 keerde hij terug naar Duitsland om dirigent te worden van een orkest met de naam Berliner Symphonieorchester alvorens hij in 1876 de Neue Berliner Symphoniekapelle oprichtte. In 1882 werd hij de eerste dirigent van het nieuw opgerichte Berliner Philharmonisches Orchester waarvan hij het debuutconcert leidde op 17 oktober van dat jaar. Hij zou er blijven tot 1887. Daarna ging hij naar Breslau om daar als dirigent Meyder op te volgen. Hij overleed in Berlijn.
He was vermaard als componist van kerkmuziek. Zijn werk omvat onder andere 4 grote missen; 2 Te Deums; symfonische gedichten, ouvertures en andere orkestmuziek.